# Saint-Cyr-sur-le-Rhône
Pour les articles homonymes, voir Saint-Cyr.
Saint-Cyr-sur-le-Rhône est une commune française, située dans le département du Rhône en région Auvergne-Rhône-Alpes.

## Géographie
Saint-Cyr-sur-le-Rhône est située dans l'aire urbaine de Vienne et dans son unité urbaine, à 35 km au sud de Lyon, sur la rive droite du Rhône en face de la ville de Vienne et au-dessus de Sainte-Colombe. Son territoire de 602 hectares s'étend sur la bordure septentrionale des côtes-rôties. L'altitude varie de 150 mètres à Maison blanche, 300 mètres aux Chanavaries, à 371 mètres au Lacat.

### Transports en commun
La commune est desservie par la ligne 134 du réseau de bus L'va.

### Climat
Pour des articles plus généraux, voir Climat d'Auvergne-Rhône-Alpes et Climat du Rhône.
En 2010, le climat de la commune est de type climat du Bassin du Sud-Ouest, selon une étude du Centre national de la recherche scientifique s'appuyant sur une série de données couvrant la période 1971-2000. En 2020, Météo-France publie une typologie des climats de la France métropolitaine dans laquelle la commune est dans une zone de transition entre le climat semi-continental et le climat de montagne et est dans la région climatique  Nord-est du Massif Central, caractérisée par une pluviométrie annuelle de 800 à 1 200 mm, bien répartie dans l’année. 
Pour la période 1971-2000, la température annuelle moyenne est de 12 °C, avec une amplitude thermique annuelle de 17,8 °C. Le cumul annuel moyen de précipitations est de 811 mm, avec 8,7 jours de précipitations en janvier et 5,8 jours en juillet. Pour la période 1991-2020, la température moyenne annuelle observée sur la station météorologique de Météo-France la plus proche, « Reventin », sur la commune de Reventin-Vaugris à 5 km à vol d'oiseau, est de 12,9 °C et le cumul annuel moyen de précipitations est de 775,7 mm,. Pour l'avenir, les paramètres climatiques de la commune estimés pour 2050 selon différents scénarios d'émission de gaz à effet de serre sont consultables sur un site dédié publié par Météo-France en novembre 2022.

## Urbanisme

### Typologie
Au 1er janvier 2024, Saint-Cyr-sur-le-Rhône est catégorisée ceinture urbaine, selon la nouvelle grille communale de densité à sept niveaux définie par l'Insee en 2022.
Elle appartient à l'unité urbaine de Vienne, une agglomération inter-départementale regroupant 25  communes, dont elle est une commune de la banlieue,,. Par ailleurs la commune fait partie de l'aire d'attraction de Lyon, dont elle est une commune de la couronne,. Cette aire, qui regroupe 397 communes, est catégorisée dans les aires de 700 000 habitants ou plus (hors Paris),.

### Occupation des sols
L'occupation des sols de la commune, telle qu'elle ressort de la base de données européenne d’occupation biophysique des sols Corine Land Cover (CLC), est marquée par l'importance des territoires agricoles (41,7 % en 2018), en diminution par rapport à 1990 (43,4 %). La répartition détaillée en 2018 est la suivante : 
forêts (29,5 %), zones agricoles hétérogènes (21,5 %), zones urbanisées (16,9 %), terres arables (10,2 %), zones industrielles ou commerciales et réseaux de communication (7,6 %), cultures permanentes (5,6 %), prairies (4,4 %), eaux continentales (4,2 %). L'évolution de l’occupation des sols de la commune et de ses infrastructures peut être observée sur les différentes représentations cartographiques du territoire : la carte de Cassini (XVIIIe siècle), la carte d'état-major (1820-1866) et les cartes ou photos aériennes de l'IGN pour la période actuelle (1950 à aujourd'hui).

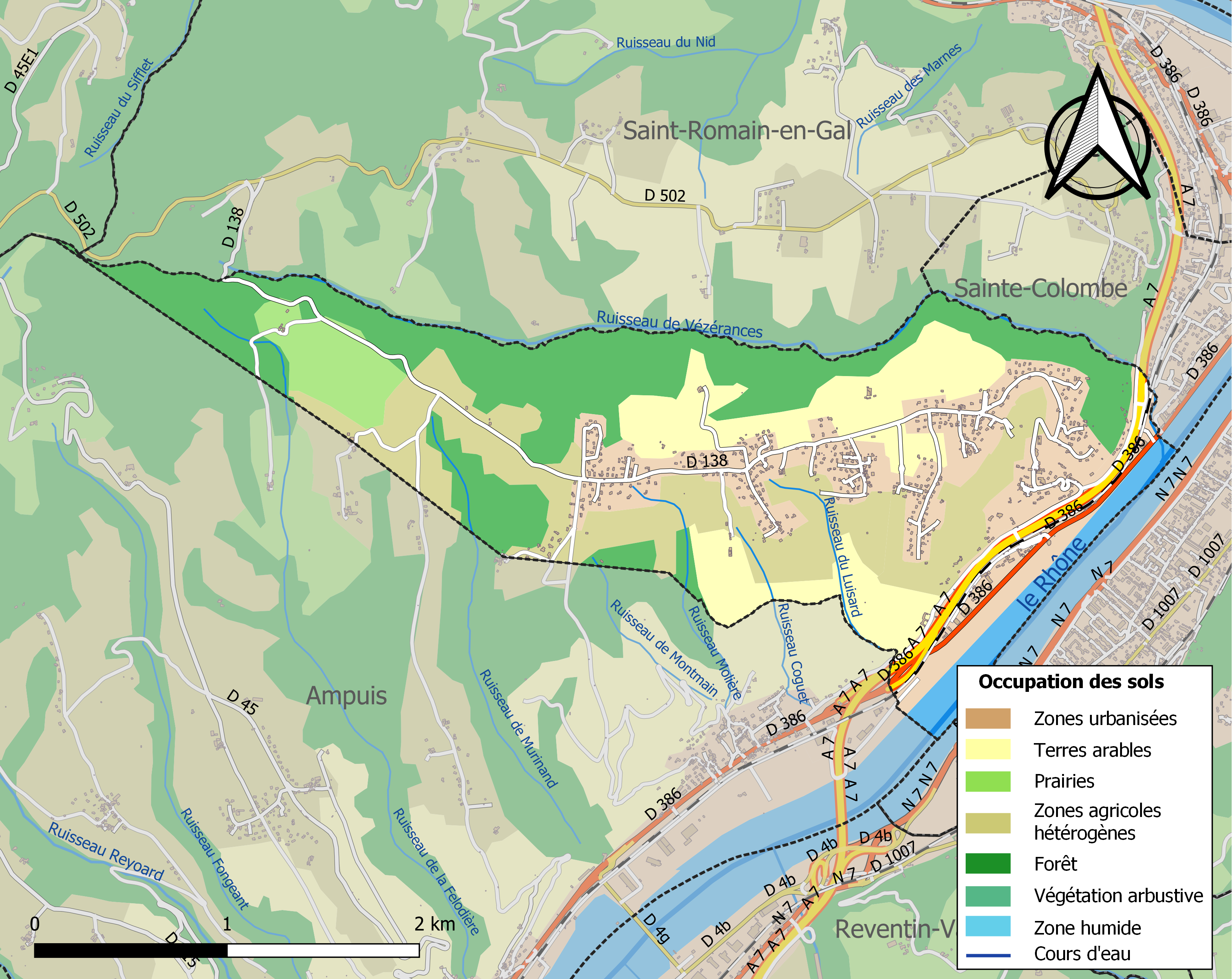
Carte des infrastructures et de l'occupation des sols de la commune en 2018 (CLC).

## Histoire
Au cours de la Révolution française, la commune porte provisoirement le nom de Ovize-sur-le-Rhône.

### Toponymie
La commune doit pour partie son nom à saint Cyr, jeune martyr chrétien du IVe siècle, fils de sainte Julitte.

## Politique et administration

### Administration municipale
| Période                                  | Période   | Identité               | Étiquette      | Qualité |
| ---------------------------------------- | --------- | ---------------------- | -------------- | ------- |
| juin 1995                                | mars 2014 | Georges Rivoiron       | Sans étiquette |         |
| mars 2014                                | En cours  | Claudine Perrot-Berton | Sans étiquette |         |
| Les données manquantes sont à compléter. |           |                        |                |         |

### Intercommunalité
La commune faisait partie de la communauté de communes de la Région de Condrieu. Depuis le 1er janvier 2018, la commune fait partie d'une nouvelle structure : Vienne Condrieu Agglomération .

## Population et société

### Démographie
L'évolution du nombre d'habitants est connue à travers les recensements de la population effectués dans la commune depuis 1793. Pour les communes de moins de 10 000 habitants, une enquête de recensement portant sur toute la population est réalisée tous les cinq ans, les populations de référence des années intermédiaires étant quant à elles estimées par interpolation ou extrapolation. Pour la commune, le premier recensement exhaustif entrant dans le cadre du nouveau dispositif a été réalisé en 2004.

En 2022, la commune comptait 1 273 habitants, en évolution de −3,85 % par rapport à 2016 (Rhône : +3,93 %, France hors Mayotte : +2,11 %).
| 1793 | 1800 | 1806 | 1821 | 1831 | 1836 | 1841 | 1846 | 1851 |
| ---- | ---- | ---- | ---- | ---- | ---- | ---- | ---- | ---- |
| 205  | 199  | 228  | 242  | 160  | 270  | 195  | 239  | 272  |

| 1856 | 1861 | 1866 | 1872 | 1876 | 1881 | 1886 | 1891 | 1896 |
| ---- | ---- | ---- | ---- | ---- | ---- | ---- | ---- | ---- |
| 256  | 249  | 250  | 232  | 242  | 259  | 282  | 269  | 245  |

| 1901 | 1906 | 1911 | 1921 | 1926 | 1931 | 1936 | 1946 | 1954 |
| ---- | ---- | ---- | ---- | ---- | ---- | ---- | ---- | ---- |
| 251  | 237  | 232  | 221  | 218  | 260  | 253  | 269  | 250  |

| 1962 | 1968 | 1975 | 1982 | 1990 | 1999 | 2004  | 2006  | 2009  |
| ---- | ---- | ---- | ---- | ---- | ---- | ----- | ----- | ----- |
| 280  | 303  | 406  | 520  | 818  | 960  | 1 105 | 1 120 | 1 196 |

| 2014  | 2019  | 2022  | - | - | - | - | - | - |
| ----- | ----- | ----- | - | - | - | - | - | - |
| 1 295 | 1 269 | 1 273 | - | - | - | - | - | - |

### Vie associative

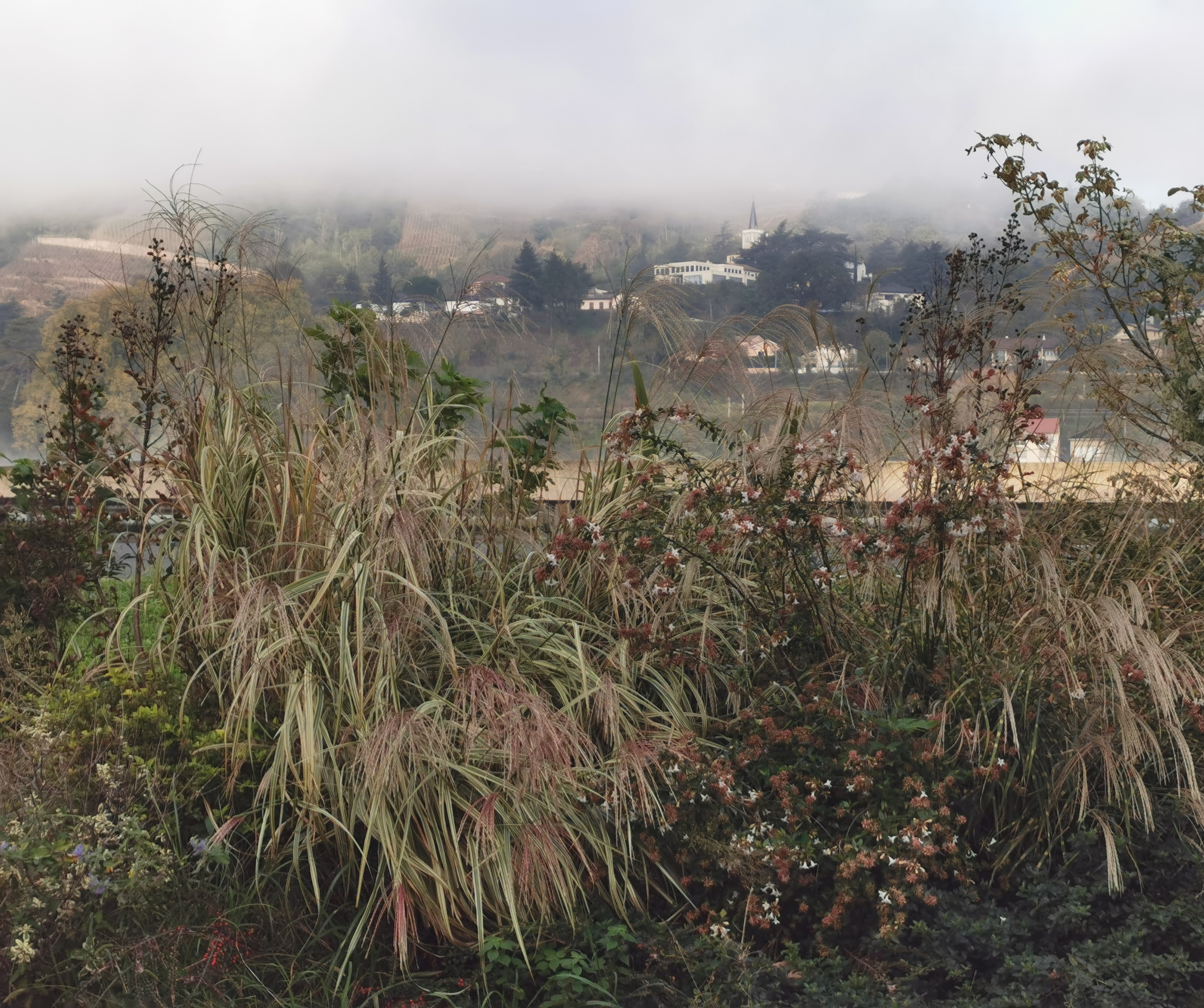
L'église et l'école de Saint-Cyr, vue du rive gauche du Rhône

#### Sport & loisirs
- Le Football Club Saint Cyr-Ampuis
- École de musique Cyroco[17] créée en 1986
- Gymnastique volontaire
- L'atelier de poterie
- La marche du mardi

#### Associations municipales
- Le Comité des fêtes
- Les Saint-Cyr de France
- La bibliothèque municipale

#### Associations scolaires
- L'euro des écoles
- L'association du restaurant scolaire

## Culture et patrimoine

### Lieux et monuments

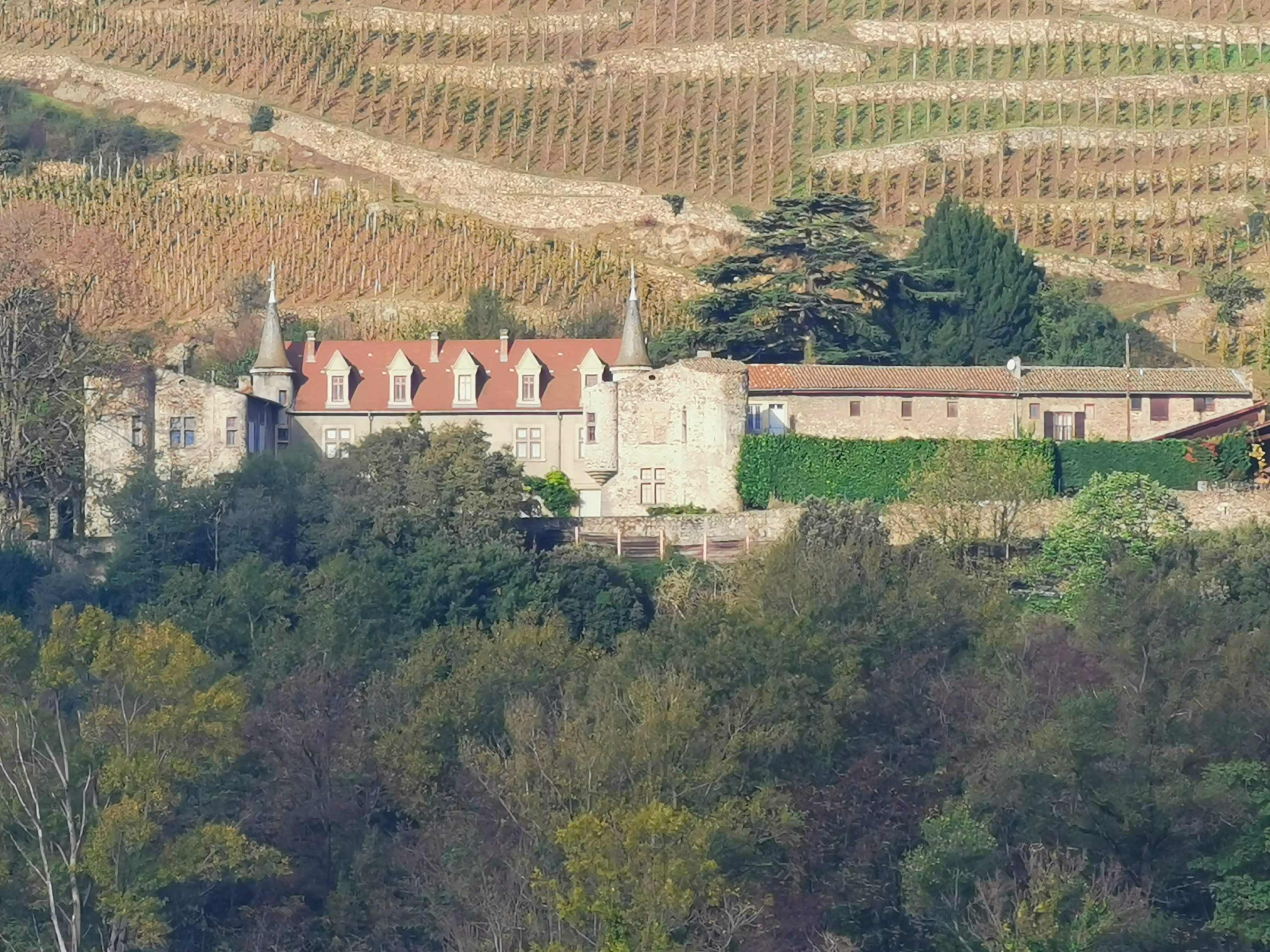
Le château de Montlys et ses vignes

- Le château de Montlys date du début XVIe siècle.
- Église Saint-Cyr. Elle dépend de la paroisse Saint-Ferréol-sur-le-Rhône de l'archidiocèse de Lyon qui est confiée à l'Institut du Verbe incarné[18]. La messe y est célébrée le premier samedi du mois à 18 heures 40 (messe anticipée du dimanche)[19].